# 筑波未來市
筑波未來市（日语：／ Tsukubamirai shi */?）是茨城縣南部的一市。設立于2006年3月27日，由筑波郡伊奈町與谷和原村合併成立。

## 概要
市區大部分是江戶時代關東郡代伊奈忠治所開發，被稱為｢谷原領3萬石｣的地區，過去是純粹的農村。1960年代之後伊奈地區開始進行住宅開發，到1980年代又因常磐自動車道的開通、常總新市鎮絹之台的興建，而帶著濃厚的東京都臥城性質。2005年首都圈新都市鐵道筑波快線開業後，這傾向更被加強，現在也以未來平站周邊為中心進行開發。